# Банківські ресурси
Банківські ресурси — специфічна складова частина фінансових ресурсів, сукупність засобів, що є в розпорядженні банку і використовуються ним для ведення кредитних та інших активних операцій. Структура банківських ресурсів залежить від спеціалізації банків.
Структура банківських ресурсів:
- власний капітал (статутний акціонерний капітал, додатковий капітал, резервні фонди, нерозподілений чистий дохід минулих років, нерозподілений чистий дохід (збитків);
- залучені ресурси (депозити до запитання, строкові депозити, вклади населення, сертифікати, векселі, міжбанківські кредити, коррахунки).